# Мдина
Мдина (малт. Mdina, званично Città Notabile) је један од 11 званичних градова на Малти. Мдина је истовремено и једна од 68 општина у држави.
Мдина је због своје изванредно очуване старе структуре утврђеног града на брду и барокне архитектуре данас стециште бројних туриста, који је због посебног мира и одсуства савремених возила називају и "ћутећим, тихим градом".
Овде се налази Национални природњачки музеј Малте.

## Природни услови
Град Мдина смештен је у средишњем делу острва Малта и удаљен је од главног града Валете 5,5 километара западно.
Насеље се развило у унутрашњости Малте, на приближно 5 километра од Великог залива. Подручје града је веома мало - 0,9 км². Са својих 200 м надморске висине, Мдина је највиши град Малте, смештен на стратешки важном месту, на узвишењу изнад средишње равнице острва. Испод града образовало се друго насеље, Рабат, што на малтешком језику дословно значи предграђе.

## Историја
Подручје Мдине било је насељено још у време праисторије и било је активно у старом и средњем веку. Због свог стратешког положаја - брдо над равницом - овде се већ у време Феничана образовало утврђење. Велики значај дато насеље је очувало и током староримске, сараценске и норманске владавине. У време Нормана Мдина је била и управно средиште острвља.
Данашње насеље вуче корене од доласка Малтешког реда на острво и велике опсаде острва од стране Турака у 16. веку. Град је 1693. године задесио земљотрес, па су после тога владари Малте, Витезови светог Јована, изградили на овом месту утврђено насеље са бројним барокним палатама, чији се обим није много мењао током каснијих епоха и владара (Наполеон, Велика Британија).
Град је страдао од нацистичких бомбардовања у Другом светском рату, знатно мање него друга већа насеља, а после рата је обновљен.

## Становништво
Становништво Мдине је по проценама из 2008. године бројало тек нешто преко 230 становника, па је Мдина најмање насеље и општина у целој држави (и поред тога што је град).
Посебност града је његово становништво, чувене великашке породице, махом потомци самих витезова Малтешког реда.

## Галерија
- Општина Мдина
- Градска катедрала
- "Тиха“ улица у Мдини
- велика градска врата